# Calophyllum thuriferum
Calophyllum thuriferum là một loài thực vật có hoa trong họ Calophyllaceae. Loài này được Poepp. mô tả khoa học đầu tiên năm 1840.